# Археографическая комиссия АН УССР
Археографи́ческая коми́ссия АН УССР — межведомственный координационный центр по делу издательства документальных источников, созданный в 1969 году, восстановленный в 1987 году.

## Создание

### Комиссия 1969 года
Археографическая комиссия АН УССР (АК АН УССР) создана в 1969 году на базе Института истории АН УССР в качестве межведомственного координационного центра по делу издательства документальных источников. Она объединила представителей академических, архивных учреждений, университетов.
Первым руководителем комиссии стал академик Андрей Скаба. В состав Бюро АК АН УССР входили такие учёные как Федор Шевченко, Арнольд Шевелев, В. Стрельский.
Был разработан перспективный издательский план, включавший более 40 томов документальных публикаций; были подготовлены к печати два выпуска ежегодника «Археография Украины». Однако, не опубликовав фактически ни одного из запланированных изданий, АК АН УССР вскоре прекратила свою деятельность.

### Комиссия 1987 года
5 октября 1987 года постановлением Президиума АН УССР Археографическая комиссия АН УССР (с 1994 — НАН Украины) была восстановлена. На этот раз её возглавил член-корреспондент АН УССР П. Сохань. Основной задачей возрожденного института стало научно-координационное и методическое обеспечение археографической работы на Украине.

## Деятельность
Для обеспечения деятельности археографической комиссии при Институте истории АН УССР была создана постоянная штатная группа с отделениями во Львове и Днепропетровске (1989). Первым, этапным событием явилось организованное комиссией в декабре 1988 первое Всеукраинское совещание «Украинская археография: современное состояние и перспективы развития». Мероприятие положило начало консолидации археографов, архивистов и источниковедов на Украине. Также это позволило принять концепцию издания письменного историко-культурного наследия Украины. Под эгидой АК были проведены на общеукраинском уровне конференции, совещания, круглые столы (1990, 1991, 1992, 1995), приступили к изданию «Украинского археографического ежегодника».
На базе археографической комиссии АН УССР постановлением Президиума академии наук от 10 июля 1990 года был создан Институт украинской археографии и источниковедения имени М. С. Грушевского НАН Украины.